# Nord-Amanatun
Nord-Amanatun (indonesisch Amanatun Utara) ist ein indonesischer Distrikt (Kecamatan) im Westen der Insel Timor.

## Geographie
| „Dorf“ (Desa) | Fläche    | Einwohner | Bevölkerungs- dichte |
| ------------- | --------- | --------- | -------------------- |
| Lilo          | 6,00 km²  | 1.544     | 257                  |
| Tauanas       | 10,20 km² | 834       | 82                   |
| Fotilo        | 13,66 km² | 2.359     | 173                  |
| Nasi          | 12,06 km² | 1.687     | 140                  |
| Snok          | 11,50 km² | 2.289     | 199                  |
| Tumu          | 27,39 km² | 2.643     | 96                   |
| Fatu Oni      | 11,38 km² | 1.803     | 158                  |
| Sono          | 10,29 km² | 2.729     | 265                  |
| Muna          | 3,36 km²  | 1.536     | 457                  |

Der Distrikt befindet sich im Osten des Regierungsbezirks Südzentraltimor (Timor Tengah Selatan) der Provinz Ost-Nusa-Tenggara (Nusa Tenggara Timur). Im Südwesten liegt der Distrikt Noebana, im Westen Ost-Amanuban (Amanuban Timur) und Fatukopa, im Nordosten Kokbaun, im Osten Toianas und im Süden Santian und Noebana.
Nord-Amanatun hat eine Fläche von 105,84 km² und teilt sich in die neun Desa Lilo, Tauanas, Fotilo, Nasi, Snok, Tumu, Fatu Oni, Sono und Muna. Die Desa unterteilen sich wiederum in insgesamt 31 Dusun (Unterdörfer). Während Muna auf einer Meereshöhe von nur 54 m liegt, befindet sich Lilo auf einer Höhe von 538 m über dem Meer. Das tropische Klima teilt sich, wie sonst auch auf Timor, in eine Regen- und eine Trockenzeit. Von August bis Dezember herrscht weitgehend Trockenheit, während im Februar die meisten Niederschläge fallen. 2017 registrierte man 76 Regentage mit einer Gesamtniederschlagsmenge von 1.302,5 Millimeter.

## Flora
Im Distrikt finden sich unter anderem Vorkommen von Teak.

## Einwohner

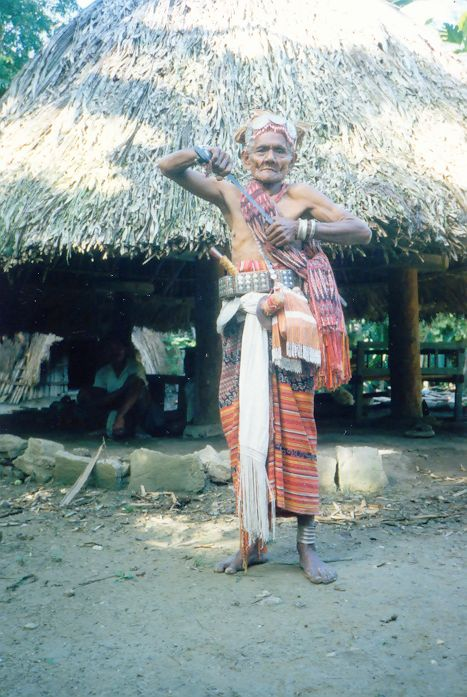
Kopfjäger-Ornat, Toi Anas, Nord-Amanatun, 1992

2017 lebten in Nord-Amanatun 17.424 Einwohner. 8.259 waren Männer, 9.165 Frauen. Die Bevölkerungsdichte lag bei 165 Personen pro Quadratkilometer. Im Distrikt gab es 13 katholische und 30 protestantische Kirchen und Kapellen.

## Wirtschaft, Infrastruktur und Verkehr
Die meisten Einwohner des Distrikts leben von der Landwirtschaft. Als Haustiere werden Rinder (5.355), Pferde (drei), Büffel (drei), Schweine (9.455), Ziegen (356) und Hühner (17.344) gehalten. Auf 2.125 Hektar wird Mais angebaut, auf 37 Hektar Süßkartoffeln und auf 52 Hektar Erdnüsse. Reis wird in Nord-Amanatun nicht angebaut. Weitere landwirtschaftliche Produkte sind Zwiebeln, Knoblauch, indischer Senf, Bohnen, Gurken, Cauliblumen, Kürbisse, Avocados, Mangos, Tangerinen, Orangen, Guaven, Papayas und Bananen. Von Plantagen kommen Pekannüsse, Cashewnüsse, Kaffee, Kakao und Vanille.
In Nord-Amanatun gibt es 21 Grundschulen, fünf Mittelschulen und eine weiterführende Schule. Zur medizinischen Versorgung stehen ein kommunales Gesundheitszentrum (Puskesmas) in Snok und ein medizinisches Versorgungszentrum (Puskesmas Pembantu) in Fotilo zur Verfügung. Zwei Ärzte, zwölf Hebammen und zehn Krankenschwestern sind im Distrikt ansässig.